# SMPTE 292M
Lo SMPTE 292M è uno standard pubblicato dalla SMPTE che estende gli standard SMPTE 259M e 344M, permettendo bitrate di 1,485 Gbit/s e 1,485/1.001 Gbit/s, sufficienti per segnali ad alta definizione.
Questo standard viene spesso chiamato HD-SDI ed fa parte del gruppo di standard che definiscono un'interfaccia digitale seriale su cavo coassiale, per il trasporto di flussi audio e video non compressi in ambienti di produzione.

## Aspetti tecnici
Lo standard SMPTE 292M è nominalmente un'interfaccia a 1,5 Gbit/s: in realtà i bitrate esattamente definiti sono due: 1,485 Gbit/s e 1.485/1.001 Gbit/s, il cui fattore 1/1.001 permette di supportare i formati con una cadenza di ripresa di 59.94, 29.97 e 23.98 Hz, per compatibilità con i sistemi NTSC già esistenti. La versione a 1,485 Gbit/s supporta invece altre frequenza di largo uso, come 60, 50, 30, 25 e 24 Hz.  
Lo standard definisce anche bitrate nominali di 3 Gbit/s per applicazioni 1080p. Questa versione dell'interfaccia però non è utilizzata in pratica. Per questo genere di applicazioni, sono state in seguito definite le estensioni SMPTE 372M (Dual Link) e SMPTE 424M (3G).

### Interfaccia elettrica
In fase di definizione, lo standard prevedeva l'implementazione sia di un'interfaccia elettrica su cavo coassiale che di una ottica, dal momento che si presupponeva che l'elevato bitrate potesse porre problemi tecnici di progettazione e affidabilità nella versione su cavo. In realtà, il progresso dei materiali ha permesso la produzione di cavi adatti allo scopo e l'implementazione coassiale dell'interfaccia, più economica e affidabile rispetto alla fibra ottica.
Si utilizza un cavo coassiale con un'impedenza nominale di  75 Ω. I dati sono codificati come NRZ, usando un registro a scorrimento a retroazione lineare per evitare la formazione di lunghe sequenze di zero o uno.
L'interfaccia è autosincrona, sul segnale è presente uno schema di sincronizzazione composto da una sequenza di venti uno seguita da quaranta zero, sequenza univoca e riservata a questo scopo, e che non è presente in nessun altro posto nel video attivo.
Un'interfaccia SMPTE 292M su cavo coassiale non richiede ripetitori di segnale fino a distanze di circa 100 metri.